# Домашний чемпионат Великобритании 1908
Домашний чемпионат Великобритании 1908 (англ. 1908 British Home Championship) или «Домашний международный чемпионат 1908» (англ. 1908 Home International Championship) — двадцать пятый розыгрыш Домашнего чемпионата, футбольного турнира с участием сборных четырёх стран Великобритании (Англии, Шотландии, Уэльса и Ирландии). Победителем соревнования стали сборные Англии и Шотландии, набравшие одинаковое количество очков.
Турнир начался с победы англичан над ирландцами в Белфасте со счётом 3:1. Затем шотландцы обыграли валлийцев в Данди со счётом 2:1. 14 марта Шотландия разгромила Ирландию в Дублине со счётом 5:0, а два дня спустя Англия разгромила Уэльс в Рексеме со счётом 7:1. В финальных матчах англичане сыграли вничью с шотландцами в Глазго, а валлийцы с минимальным счётом уступили ирландцам в Абердэре.
После окончания Домашнего чемпионата сборная Англии отправилась в турне по центральной Европе, сыграв против сборных Австрии, Венгрии и Богемии. Англия стала первой из сборных Великобритании, сыгравших против европейских оппонентов. В октябре 1908 года любительская сборная Англии выиграла золото на футбольном турнире Олимпийских игр в Лондоне.

## Турнирная таблица
| Поз | Команда       | И | В | Н | П | МЗ | МП | РМ | О |
| --- | ------------- | - | - | - | - | -- | -- | -- | - |
| 1   | Англия (Ч)    | 3 | 2 | 1 | 0 | 11 | 3  | +8 | 5 |
| 1   | Шотландия (Ч) | 3 | 2 | 1 | 0 | 8  | 2  | +6 | 5 |
| 3   | Ирландия      | 3 | 1 | 0 | 2 | 2  | 8  | −6 | 2 |
| 4   | Уэльс         | 3 | 0 | 0 | 3 | 2  | 10 | −8 | 0 |

## Результаты матчей
| Ирландия   | 1:3     | Англия                         |
| ---------- | ------- | ------------------------------ |
| Хэннон 13′ | (отчёт) | - Хилсдон 7′ 83′ - Вудворд 80′ |

| Шотландия                 | 2:1     | Уэльс        |
| ------------------------- | ------- | ------------ |
| - Беннетт 60′ - Ленни 87′ | (отчёт) | Л. Джонс 30′ |

| Ирландия | 0:5     | Шотландия                         |
| -------- | ------- | --------------------------------- |
|          | (отчёт) | - Куинн 3′ 64′ 70′ 75′ - Голт 23′ |

| Уэльс      | 1:7     | Англия                                                              |
| ---------- | ------- | ------------------------------------------------------------------- |
| Дейвис 90′ | (отчёт) | - Вудворд 18′ 70′ 80′ - Хилсдон 40′ 63′ - Уиндридж 25′ - Уэдлок 30′ |

| Шотландия  | 1:1     | Англия       |
| ---------- | ------- | ------------ |
| Уилсон 27′ | (отчёт) | Уиндридж 75′ |

| Уэльс | 0:1     | Ирландия  |
| ----- | ------- | --------- |
|       | (отчёт) | Слоан 28′ |

## Победители
| Победитель Домашнего чемпионата 1908 |
| Англия Пятнадцатый титул             |

| Победитель Домашнего чемпионата 1908 |
| Шотландия Четырнадцатый титул        |

## Бомбардиры
- 4 гола
  -  Вивиан Вудворд
  -  Джимми Куинн
  -  Джордж Хилсдон

- 2 гола
  -  Джимми Уиндридж[англ.]